# Katari
Katari è una municipalità urbana del Nepal situata nel distretto di Udayapur.
Nel censimento del 1991, aveva 2 906 abitanti distribuiti in 523 caseggiati distinti.